# Masaya Yamada
Masaya Yamada (Japans: 山田雅也, Yamada Masaya) (3 juli 1996) is een Japanse langebaanschaatser. Masaya Yamada is de oudere broer van de eveneens als schaatser actief zijnde Kazuya Yamada.

## Records

### Persoonlijke records
| Afstand    | Tijd    | Datum            | Baan           |
| ---------- | ------- | ---------------- | -------------- |
| 500 meter  | 34,83   | 26 oktober 2018  | Nagano         |
| 1000 meter | 1.07,03 | 15 februari 2020 | Salt Lake City |
| 1500 meter | 1.43,83 | 16 februari 2020 | Salt Lake City |
| 3000 meter | 4.05,59 | 6 december 2014  | Obihiro        |
| 5000 meter | 7.16,65 | 9 december 2012  | Obihiro        |

(laatst bijgewerkt: 16 februari 2020)

## Resultaten
| Jaar | WK Sprint             | WK Afstanden                     |
| ---- | --------------------- | -------------------------------- |
| 2019 | 6e · (11e, , 12e, 7e) | 9e 1000m 9e 1500m                |
| 2020 |                       | 5e 1000m 12e 1500m 4e teamsprint |
|      |                       |                                  |
| 2023 |                       | 15e 1500m                        |

(#, #, #, #) = afstandspositie op sprinttoernooi (500m, 1000m, 500m, 1000m).